# Snuff Garrett
Snuff Garrett, vlastním jménem Thomas Lesslie Garrett, (5. července 1938 – 16. prosince 2015) byl americký hudební producent. Svou kariéru v hudebním průmyslu zahájil coby rozhlasový diskžokej. Koncem padesátých let začal pracovat pro vydavatelství Liberty Records. Nejprve pracoval v propagačním oddělení, později se stal producentem a nakonec vedoucím oddělení A&R. Společnost opustil v roce 1966. Během své kariéry spolupracoval s mnoha hudebníky, mezi něž patří například Bobby Vee, JJ Cale a Del Shannon. Z hudebního průmyslu odešel v osmdesátých letech, kdy se usadil na farmě v Arizoně. Zemřel na rakovinu ve věku 77 let.